# James C. Alvord
James Church Alvord (* 14. April 1808 in Greenwich, Hampshire County, Massachusetts; † 27. September 1839 in Greenfield, Massachusetts) war ein US-amerikanischer Politiker. Im Jahr 1839 vertrat er den Bundesstaat Massachusetts im US-Repräsentantenhaus.

## Werdegang
James Alvord absolvierte vorbereitende Schulen und studierte danach bis 1827 am Dartmouth College in Hanover (New Hampshire). Nach einem anschließenden Jurastudium und seiner 1830 erfolgten Zulassung als Rechtsanwalt begann er in Greenfield in diesem Beruf zu arbeiten. Gleichzeitig schlug er eine politische Laufbahn ein. Er wurde Mitglied der 1835 gegründeten Whig Party. Im Jahr 1837 war er Abgeordneter im Repräsentantenhaus von Massachusetts; 1838 gehörte er dem Staatssenat an.
Bei den Kongresswahlen des Jahres 1838 wurde Alvord im sechsten Wahlbezirk von Massachusetts in das US-Repräsentantenhaus in Washington, D.C. gewählt, wo er am 4. März 1839 die Nachfolge von George Grennell antrat. Er konnte dieses Mandat allerdings nur bis zu seinem Tod am 27. September desselben Jahres ausüben. Zu diesem Zeitpunkt hatte sich der Kongress noch nicht zu seiner konstituierenden Sitzung versammelt. Sein Mandat fiel nach einer Sonderwahl an Osmyn Baker. Alvord war für seine Haltung gegen die Sklaverei und eine mögliche Annexion der seit 1836 von Mexiko unabhängigen Republik Texas bekannt.